# Maike Billitis
Maike Billitis (* 1. Januar 1980 in Mühlacker) ist eine deutsche Schauspielerin.
Sie stellte in der ZDF-Gerichtsshow Streit um drei die Beisitzerin dar. Ferner hatte sie Rollen in den Filmen Berlin – Eine Stadt sucht den Mörder und Irgendwas ist immer. Einem breiteren Publikum wurde sie bekannt durch ihre Rolle der Kerstin Töppers in der ARD-Vorabendserie Marienhof.

## Filmografie (Auswahl)
- 2001: Ich heirate dich kein zweites Mal; Regie: Jan Rozicka (Sat 1)
- 2001–2002: Streit um drei; ZDF
- 2003: Wolffs Revier; Regie: Jürgen Bretzinger
- 2003: Abschnitt 40; Regie: Andreas Senn
- 2003: Berlin-Eine Stadt sucht den Mörder; Regie: Urs Egger (Sat 1)
- 2003: Irgendwas ist immer; Regie: Peter Palatsik (Kinofilm)
- 2004: Pilotfilm mit Erkan & Stefan; Regie: Markus Linhof
- 2005: Axel! will’s wissen; Regie: Steven Manuel
- 2006: Verliebt in Berlin
- 2007–2010: Marienhof
- 2010: Das Verhör
- 2011: Villains; Regie: Robbie Moffat
- 2011: The Hot Potato; Regie: Tim Lewiston
- 2012: SOKO 5113
- 2014: Die Rosenheim-Cops – Mörderische Schatzsuche
- 2018: Sturm der Liebe
- 2020: Die Chefin (Fernsehserie, Folge Portofino)

## Theater (Auswahl)
- 2002/2003 Das Jahrmarktsfest zu Plundersweilern; Regie: Ingo Woesner[1]